# Phidippus khandalaensis
Phidippus khandalaensis là một loài nhện trong họ Salticidae.
Loài này thuộc chi Phidippus. Phidippus khandalaensis được Benoy Krishna Tikader miêu tả năm 1977.